# Gawrzyjałki
Gawrzyjałki (deutsch Gawrzialken, 1928 bis 1945 Wilhelmsthal, Dorf) ist ein Dorf in der polnischen Woiwodschaft Ermland-Masuren. Es gehört zur Gmina Szczytno (Landgemeinde Ortelsburg) im Powiat Szczycieński (Kreis Ortelsburg).

## Geographische Lage
Gawrzyjałki liegt in der südlichen Mitte der Woiwodschaft Ermland-Masuren, 14 Kilometer südöstlich der Kreisstadt Szczytno (deutsch Ortelsburg).

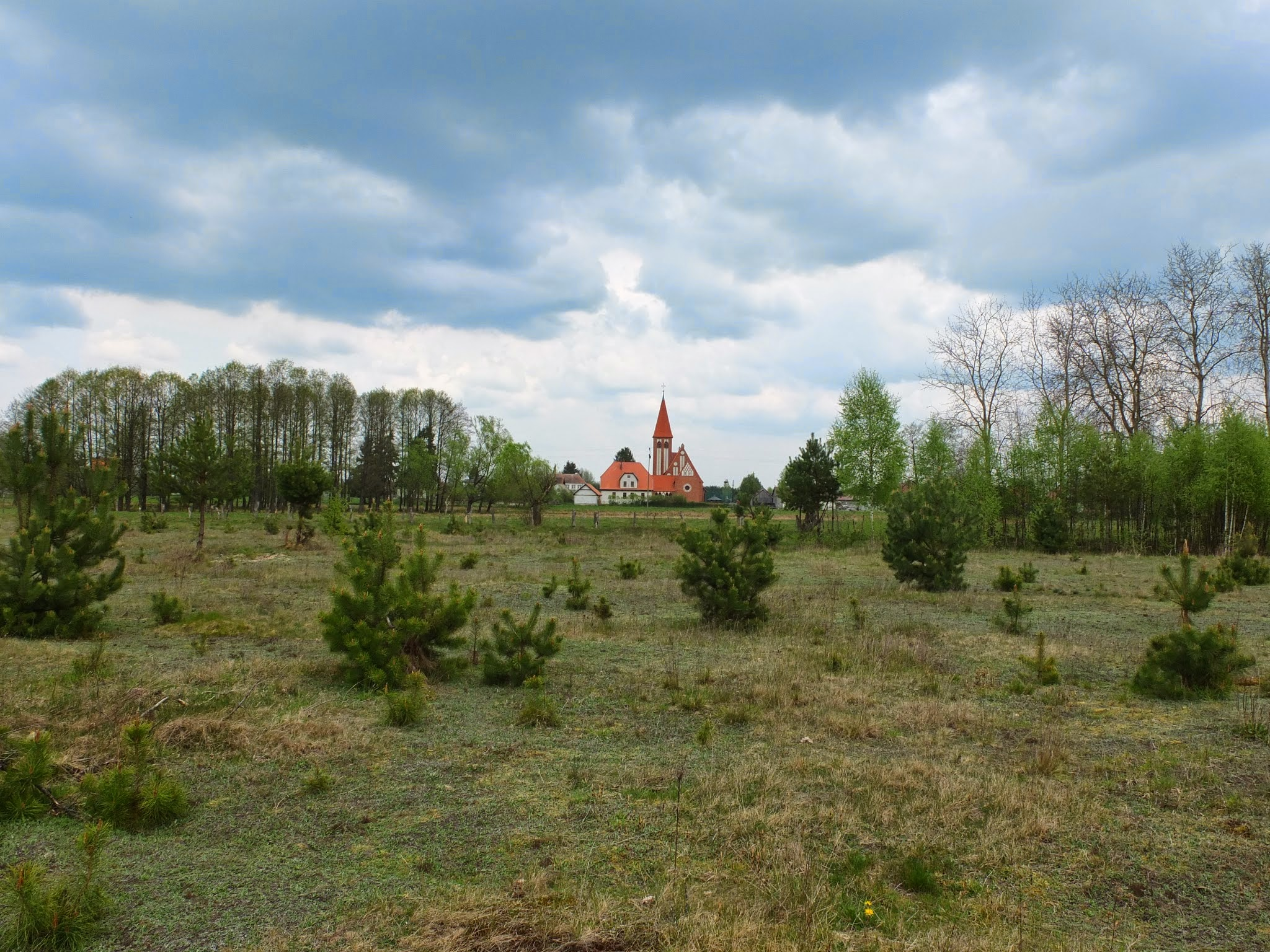
Blick auf Gawrzyałki

## Geschichte
Die Gründungshandfeste für das nach 1820 Gawrzyalken und bis 1928 Gawrzialken genannte Dorf wurde am 26. Februar 1788 ausgestellt. Im Jahre 1874 wurde der Ort in den neu errichteten Amtsbezirk Wilhelmsthal (polnisch Pużary) im ostpreußischen Kreis Ortelsburg eingegliedert. Im Jahre 1910 zählte Gawrzialken 493 Einwohner.
Aufgrund der Bestimmungen des Versailler Vertrags stimmte die Bevölkerung im Abstimmungsgebiet Allenstein, zu dem Gawrzialken gehörte, am 11. Juli 1920 über die weitere staatliche Zugehörigkeit zu Ostpreußen (und damit zu Deutschland) oder den Anschluss an Polen ab. In Gawrzialken stimmten 340 Einwohner für den Verbleib bei Ostpreußen, auf Polen entfielen keine Stimmen.
Am 30. September 1928 wurde das Gut Wilhelmsthal nach Gawrzialken eingemeindet, und im gleichen Zuge erhielt Gawrzialken die Umbenennung in „Wilhelmsthal“. Die Zahl der Einwohner belief sich 1933 auf 465 und sank bis 1939 leicht auf 429.
Mit dem gesamten südlichen Ostpreußen kam Wilhelmsthal 1945 in Kriegsfolge zu Polen und erhielt die polnische Namensform „Gawrzyałki“. Als Sitz eines Schulzenamtes (polnisch Sołectwo) ist das Dorf heute eine Ortschaft im Verbund der Landgemeinde Szczytno (Ortelsburg) im Powiat Szczycieński (Kreis Ortelsburg), bis 1998 der Woiwodschaft Olsztyn, seither der Woiwodschaft Ermland-Masuren zugehörig. 2011 zählte Gawrzyałki 392 Einwohner.

## Kirche

### Kirchengebäude
Am 8. Oktober 1908 wurde in Gawrzialken die neu erbaute evangelische Kirche eingeweiht. Sie war in Anlehnung an die Backsteingotik des Deutschen Ordens in eineinhalbjähriger Bauzeit errichtet worden. Im Altarraum fällt der Blick auf ein Rundfenster mit Glasmalerei, die den auferstandenen Christus darstellt. Bis 1945 war die Kirche das Gotteshaus für das evangelische Kirchspiel Gawrzialken. Heute ist sie das gottesdienstliche Zentrum der römisch-katholischen Pfarrgemeinde Gawrzyjałki, die am 19. Juni 1982 errichtet wurde. Die Kirche ist dem Bischof und Märtyrer Adalbert von Prag gewidmet.

### Evangelische Kirchengemeinde
Im Jahre 1895 wurde Gawrzialken ein evangelisches Kirchdorf, gehörte es doch vorher zum Kirchspiel Fürstenwalde (polnisch Księży Lasek) bzw. Klein Jerutten (Jerutki). Bis 1945 war das Kirchspiel, das im Jahre 1925 insgesamt 1.672 Gemeindeglieder zählte, in den Superintendenturbezirk Ortelsburg im Kirchenkreis Ortelsburg innerhalb der Kirchenprovinz Ostpreußen der Kirche der Altpreußischen Union eingegliedert. Flucht und Vertreibung der einheimischen Bevölkerung setzten nach 1945 dem Leben der evangelischen Gemeinde ein Ende.
Heute in Gawrzyjałki lebende evangelische Einwohner gehören jetzt zur Kirche in Szczytno in der Diözese Masuren der Evangelisch-Augsburgischen Kirche in Polen.

### Katholische Pfarrgemeinde
Vor 1945 war Gawrzialken resp. Wilhelmsthal nach Lipowitz (1933 bis 1945 Lindenort, polnisch Lipowiec) im Bistum Ermland eingepfarrt. Nach 1945 siedelten sich hier zahlreiche polnische Neubürger meist römisch-katholischer Konfession an, die das bisher evangelische Gotteshaus als ihre Kirche reklamierten. Am 20. April 1980 brachen katholische Einwohner die Tür der bis dahin von der evangelischen Gemeinde genutzten Kirche auf und besetzten diese. Das Gebäude musste an die katholische Kirche übereignet werden, die hier 1982 eine eigene Pfarrei errichtete, die heute zum Dekanat Rozogi (Friedrichshof) im jetzigen Erzbistum Ermland gehört.

## Schule
Die Dorfschule in Gawrzialken war eine Gründung Friedrichs des Großen. 1932 wurde ein neues, zweiklassiges Schulgebäude gebaut.

## Verkehr
Gawrzyałki ist von der polnischen Landesstraße 53 (einstige deutsche Reichsstraße 134) aus über Nebenstraßen von Olszyny (Olschienen, 1938 bis 1945 Ebendorf) bzw. Jeruty (Groß Jerutten) zu erreichen. Eine Anbindung an den Bahnverkehr besteht nicht.